# Put Your Head on My Shoulders
«Put Your Head on My Shoulder» (укр. «Поклади мені голову на плече») — сьома серія другого сезону анімаційного серіалу «Футурама», що вийшла в ефір у Північній Америці 13 лютого 2000 року.

Автор сценарію: Кен Кілер.

Режисер: Кріс Лауден.

## Сюжет
Емі, якій батьки пообіцяли подарувати автомобіль в нагороду за успіхи в навчанні, вирушає до автосалону Зламаного Едді. Придбавши нове авто, вона запрошує Фрая на прогулянку Меркурієм. Внаслідок неекономного використання ресурсів, машина застрягає посеред пустельної планети. За той час, поки прибуває рятувальна машина, між Фраєм і Емі спалахує пристрасть і, повернувшись на землю, вони починають зустрічатися. Тим часом Бендер, який проходить технічний огляд, відмовляється від встановлення засобів безпеки, зокрема від захисного бампера, який виглядає, як звичайні людські сідниці, посилаючись на образу гідності. Технік попереджає його, що в такому випадку його зад може вибухнути в будь-який момент.
Наближається День Святого Валентина. Із цієї нагоди Бендер, який раптово розуміє, що люди готові «платити гроші за кохання», після невдалих спроб сутенерства відкриває комп'ютерну службу знайомств. Тим часом Фрай, якого потроху починає дратувати бажання Емі проводити з ним якомога більше часу, просить Лілу скласти їм компанію на пікніку на Європі. Ліла відмовляється, натомість пропозицію підтримує  доктор Зойдберґ. На Європі машина потрапляє в аварію. Коли Фрай приходить до тями, Зойдберґ повідомляє йому, що його тіло дуже постраждало. Шокований Фрай дізнається, що задля порятунку життя його голову було приладнано до плеча Емі (звідси й назва серії). Не зважаючи на це, після повернення на Землю, Фрай розриває стосунки з Емі, й вона запрошує іншого чоловіка на побачення у Валентинів день.
Всі троє (Емі, її кавалер і голова Фрая) опиняються в ресторані Ельзара, де також збираються всі клієнти служби знайомств Бендера, включно з Лілою. Втім, всі з організованих Бендером побачень зазнають фіаско, адже він просто підібрав групу незнайомих людей на автовокзалі. З наближенням часу відправлення автобуса, відвідувачі залишають ресторан. Однак стосунки між Емі та її новим кавалером складаються вдало, і вони збираються поїхати з ресторану разом, не зважаючи на пручання голови Фрая. На щастя Ліла помічає їх і рятує Фрая, втягнувши кавалера Емі в довгу і нудну розмову про його роботу, внаслідок чого він забуває про плани стосовно Емі. Фрай стиха дякує Лілі за допомогу.
Наступного дня, Зойдберґ повертає голову Фрая на місце, і все стає до норми. Проте деякі з нервів виявляються з'єднаними неправильно, і щоразу Фрай торкається шиї, у нього згинається нога. В результаті Фрай б'є Бендера, коли той ляскає його по плечі, й зад робота вибухає.

## Послідовність дії
- Серед відвідувачів у черзі до дверей служби знайомств Бендера помітний син Мами Ларрі. Бендер влаштовує йому побачення з Хетті Макдуґал.
- У цій серії доктор Зойдберґ виявляє несподівано високу медичну кваліфікацію, приладнавши голову Фрая до тіла Емі та згодом успішно повернувши її на своє місце. Для порівняння, у серії «Why Must I Be a Crustacean in Love?» він грубо помиляється, намагаючись пришити Фраєві руку. Це може означати, що медичні успіхи Зойдберґа залежать в основному від талану.

## Пародії, алюзії, цікаві факти
- Ідея пришивання відрізаної голови до тіла іншої людини раніше використовувалася Метом Ґрейнінґом у «Сімпсонах».
- У сцені, де Фрай і Емі прибувають на супутник Юпітера Європу, глядач бачить величезний чорний паралелепіпед з написом «Не працює», що обертається навколо планети. Це так званий «чорний моноліт» з фільму «Космічна одісея 2001 року».
- Станція заправки на Меркурії має назву «Hg's Fuel» — натяк на те, що «Hg» є хімічним символом ртуті (меркурію).
- Назва авто «Бета Ромео» пародіює «Альфа Ромео».
- Знак на Меркурії повідомляє, що відстань до наступної станції заправки (фактично, єдиної на планеті) становить 4750 миль в обидва боки, що в сумі дає 9500 миль. Насправді довжина екватора Меркурія становить 9525 миль (15329 кілометрів). З іншого боку можливо, що Фрай і Емі їдуть не вздовж екватора, а вздовж однієї з коротших паралелей.

## Особливості українського перекладу
- Коли голова Фрая просить Емі залишити їх з Лілою наодинці для конфіденційної розмови, Емі затикає вуха і починає співати «У-у-у, є, я не чую тебе, ти не чуєш мене» — алюзія на одну з пісень із репертуару російського співака Пилипа Кіркорова .